# Џин Шарп
Џин Шарп (енгл. Gene Sharp; 21. јануар 1928 – 28. јануар 2018) био је амерички политиколог. Био је оснивач Института Алберт Ајнштајн, непрофитне организације посвећене унапређењу проучавања ненасилне акције, и професор политичких наука на Универзитету Масачусетс Дартмут. Познат је по својим обимним списима о ненасилној борби, који су утицали на бројне покрете отпора против влада широм света.
Шарп је 2008. године добио награду Int’l Peace Abbey Courage of Conscience за своју доживотну посвећеност одбрани слободе, демократије и смањењу политичког насиља кроз научну анализу моћи ненасилне акције. Незванични извори тврде да је Шарп био номинован за Нобелову награду за мир 2015. године, а претходно је био номинован три пута, 2009, 2012. и 2013. Шарп се сматрао главним фаворитом за награду 2012. године. Године 2011. додељена му је El-Hibri Peace Education Prize. Године 2012. добио је Награда за исправан живот за „развијање и артикулисање основних принципа и стратегија ненасилног отпора и подршку њиховој практичној примени у конфликтним подручјима широм света”.

## Биографија
Шарп је рођен у Норт Балтимору, Охајо, као син путујућег протестантског свештеника. Дипломирао је друштвене науке 1949. на Државном универзитету Охајо, где је и магистрирао социологију 1951. У периоду 1953–54, Шарп је био у затвору девет месеци због протеста против регрутације војника за Корејски рат. О својој одлуци да иде у затвор због својих уверења говорио је у писмима Алберту Ајнштајну, који је написао предговор за његову прву књигу о Гандију. Радио је као фабрички радник, водич слепог социјалног радника и секретар А. Џ. Мастија, водећег америчког пацифисте. Између 1955. и 1958. био је помоћник уредника Peace News (Лондон), недељних пацифистичких новина, одакле је помогао у организацији Марша у Алдермастону 1958. године. Наредне две године студирао је и истраживао у Ослу са професором Арнеом Несом, који је, заједно са Јоханом Галтунгом, у великој мери користио списе Мохандаса Гандија у развоју Сатјаграха норми. Године 1968. докторирао је политичку теорију на Универзитету у Оксфорду. Финансирање Шарповог истраживања у то време долазило је из DARPA пројекта Министарства одбране Сједињених Држава.
Шарп је именован за професора политичких наука на Универзитету Масачусетс Дартмут 1972. године. Од 1965. године радио је на истраживачким позицијама у Центру за међународне послове Универзитета Харвард. Године 1983. основао је Харвардов Програм о ненасилним санкцијама у сукобу и одбрани (PNS), који је „наставио у духу свог оснивача” и 1995. године је спојен са другом Харвардовом организацијом.
Године 1983. Шарп је такође основао Институт Алберт Ајнштајн, непрофитну организацију посвећену проучавању и промоцији употребе ненасилне акције у сукобима широм света. Године 2004, Институт Алберт Ајнштајн изгубио је већи део свог финансирања (приход је пао са више од милион долара годишње на свега 160.000 долара), и од тада је радио из Шарповог дома у Источном Бостону, у близини аеродрома Логан.
Године 2012. добио је престижну награду за животно дело у демократији Фондације Замбрано.
Шарп је преминуо 28. јануара 2018. у свом дому у Бостону, непосредно након свог 90. рођендана.

## Теорија ненасилног отпора
Џин Шарп је као изворе својих идеја навео детаљна проучавања Мохандаса К. Гандија, А. Џ. Мастија, у мањој мери Хенрија Дејвида Тороа, и друге изворе наведене у фуснотама у његовој књизи Политика ненасилне акције из 1973. године, која се заснивала на његовој докторској дисертацији из 1968. У књизи он пружа прагматичну политичку анализу ненасилне акције као метода за примену моћи у сукобу. Други том књиге укључује 198 метода ненасилне акције. Листу су редовно користили активисти и проширена је у извештајима за Међународни центар за ненасилни сукоб како би укључила дигиталне и друге тактике.
Шарпова кључна теза је да моћ није монолитна; то јест, она не произилази из неког интринзичног квалитета оних који су на власти. За Шарпа, политичка моћ, моћ било које државе – без обзира на њену специфичну структурну организацију – на крају произилази из поданика те државе. Његово темељно уверење је да се свака структура моћи ослања на послушност поданика наредбама владара. Ако поданици не слушају, владари немају моћ.
По Шарповом мишљењу, све ефикасне структуре моћи имају системе помоћу којих подстичу или изнуђују послушност од својих поданика. Државе имају посебно сложене системе за одржавање послушности поданика. Ови системи укључују специфичне институције (полицију, судове, регулаторна тела итд.), али могу укључивати и културне димензије које инспиришу послушност имплицирајући да моћ јесте монолитна (култ бога египатских фараона, достојанство функције председника, моралне или етичке норме и табуи итд.). Кроз ове системе, поданицима се представља систем санкција (затвор, новчане казне, остракизам) и награда (титуле, богатство, слава) које утичу на степен њихове послушности.
Шарп идентификује ову скривену структуру као прилику за становништво да изазове значајне промене у држави. Шарп цитира увид Етјена де ла Боесија (1530–1563) да ако поданици одређене државе препознају да су они извор моћи те државе, могу одбити послушност и њихов вођа ће остати без моћи.
Шарп је 2005. објавио Waging Nonviolent Struggle: 20th Century Practice and 21st Century Potential. Она се надовезује на његове раније писане радове и документује студије случаја где је примењена ненасилна акција, представља лекције научене из тих примена, и садржи информације о планирању ненасилне борбе како би била ефикаснија.
„Како покренути револуцију”, дугометражни документарац шкотског редитеља Рурида Ероуа о глобалном утицају рада Џина Шарпа, објављен је у септембру 2011. Филм је освојио награду за „Најбољи документарац” и „Mass Impact Award” на Бостонском филмском фестивалу у септембру 2011. Европска премијера одржана је на лондонском филмском фестивалу Raindance 2. октобра 2011, где је такође освојио награду за најбољи документарац. Биографија Џина Шарпа коју је написао Рурид Ероу, заснована на документарцу, објављена је 2020. године.

## Утицај на борбе широм света
Шарп је називан и „Макијавелијем ненасиља” и „Клаузевицом ненасилног ратовања”.
Шарпов приручник из 1993. Од диктатуре до демократије први пут је објављен у Бурми, а четврто издање 2010. године. Од тада је преведен на најмање 31 други језик. Послужио је као основа за кампање српског покрета Отпор! (који су такође били директно обучавани од стране Института Алберт Ајнштајн), грузијске Кмара, киргистанског КелКел и белоруског Зубра. Олег Киријенко из покрета ПОРА! изјавио је у интервјуу за Радио Холандија 2004. године: „Библија Поре је била књига Џина Шарпа, коју је користио и Отпор!, а зове се: Од диктатуре до демократије. Активисти Поре су је сами превели. Писали смо господину Шарпу и Институту Алберт Ајнштајн у Сједињеним Државама, и он је постао веома наклоњен нашој иницијативи, а Институт је обезбедио средства за штампање преко 12.000 примерака ове књиге бесплатно.”
Шарпови списи о „цивилној одбрани” коришћени су од стране литванске, летонске и естонске владе током њиховог одвајања од Совјетског Савеза 1991. године. Литвански министар одбране Аудријус Буткевичијус изјавио је тада: „Радије бих имао ову књигу него нуклеарну бомбу”.
Иранска влада оптужила је демонстранте против наводне преваре на изборима 2009. године да су следили тактику Џина Шарпа. Tehran Times је известио: „Према оптужници, један број оптужених је признао да су постизборни немири били унапред планирани и да је план следио распоред баршунасте револуције до те мере да је преко 100 фаза од 198 корака Џина Шарпа спроведено у осујећеној баршунастој револуцији.”
Бивши чланови ИРА наводно проучавају његов рад.
Шарп и његов рад су представљени у бројним медијима; међутим, неки су тврдили да су Шарпов утицај преувеличали западњаци у потрази за фигуром попут Лоренса од Арабије.

### Утицај у Египту
Извештавање о утицају Џина Шарпа на египатску револуцију изазвало је реакцију неких египатских блогера. Један од њих, новинар Хосам ел-Хамалави, изјавио је: „Не само да је Мубаракова спољна политика била омражена и презирана од стране египатског народа, већ су се увек повлачиле паралеле између ситуације египатског народа и њихове палестинске браће и сестара. Ови други су били главни извор инспирације, а не Џин Шарп, за чије сам име први пут у животу чуо тек у фебруару, након што смо већ срушили Мубарака, а коме безобзирни морон из NYT-а приписује заслуге за наш устанак.” Други египатски писац и активиста, Карим Алрави, тврдио је да су списи Џина Шарпа више о промени режима него о револуцији. Он дефинише револуцију као појаву која има и етичку и материјалну димензију, са којом се Шарп намерно избегава бавити, и приписује успех египатске револуције локалним околностима и искри коју је пружила туниска револуција. Међутим, докази и сведочења из четири различите активистичке групе које су радиле у Египту у време револуције противрече овим тврдњама. Далија Зијада, египатска блогерка и активисткиња, рекла је да су активисти превели одломке Шарповог рада на арапски, и да им се његова порука о „нападању слабости диктатора” урезала у памћење. Ахмед Махер, вођа демократске групе 6. април, такође је изјавио у документарцу Како покренути револуцију: „Књиге Џина Шарпа имале су огроман утицај” међу осталим утицајима. Associated Press је известио још у септембру 2010. године, више од четири месеца пре револуције, да су рад Џина Шарпа користили активисти у Египту блиски политичком лидеру Мохамеду ЕлБарадеију. Коначно, The New York Times је известио да је Шарпову књигу Од диктатуре до демократије Муслиманско братство објавило на свом веб-сајту током египатске револуције 2011. године.

## Критика
Према Стјуарту Брамхалу у Daily Censored, 2005. године Џина Шарпа је оптужио Тјери Мејсан у VoltaireNet-у да има јаке везе са разним америчким институцијама, укључујући Централну обавештајну агенцију, Пентагон, Међународни републикански институт, RAND Corporation и Национална задужбина за демократију.
Вођена је дебата око утицаја Шарпових радова на Арапско пролеће, а процурели телеграм америчке амбасаде спомиње сиријске дисиденте који користе његов рад за обуку ненасилних демонстраната, али Асад АбуХалил је одбацио такве тврдње.
Шарп је доследно негирао ове тврдње, а након периода континуираних напада у јуну 2008, истакнути левичарски писци Ноам Чомски и Хауард Зин, међу осталима, бранили су Шарпа у писму које су дистрибуирали амерички и међународни научници и активисти, укључујући и изјаву:
Уместо да буде оруђе империјализма, истраживања и списи др Шарпа инспирисали су генерације прогресивних активиста за мир, рад, феминизам, људска права, животну средину и социјалну правду у Сједињеним Државама и широм света.
Институт Алберт Ајнштајн никада није примио новац од било које владе или владино финансираног ентитета. Нити др Шарп нити Институт Алберт Ајнштајн не сарађују са ЦИА-ом, НЕД-ом, или било којом америчком владином или владино финансираном агенцијом; нити су др Шарп или Институт Алберт Ајнштајн икада пружали финансијску или логистичку подршку било којој опозиционој групи у било којој земљи; нити су др Шарп или Институт Алберт Ајнштајн икада заузимали страну у политичким сукобима или се упуштали у стратешко планирање са било којом групом.
Институт Алберт Ајнштајн ради са веома минималним буџетом из куће др Шарпа са особљем које се састоји од две особе – др Шарпа и младог администратора – и потпуно је неспособан да спроводи стране интриге за које је лажно оптужен.
Недавно су Шарпа критиковали Џорџ Чикаријело-Махер и Мајкл А. Лебовиц, при чему је потоњи описао његове активности у Венецуели као „маркетинг промене режима” спремним потрошачима. Анархиста Питер Гелдерлос оптужује Шарпа да преувеличава релевантност своје теорије за египатску револуцију 2011. ради личне промоције. У интервјуу за Jacobin, дипломирана правница и предавачица Марси Смит изјавила је да су Шарпове теорије „идеолошки некохерентне” и да стављају „протестне покрете у позицију у којој их лако може кооптирати” неолиберални капитализам.

## Дела
Шарпова главна дела, укључујући и ауторске и уређене књиге, објављивана су од 1950-их година.

### 1960-е
- Gandhi Wields the Weapon of Moral Power: Three Case Histories. Предговор Алберт Ајнштајн. Увод Bharatan Kumarappa. Ahmedabad: Navajivan Publishing House, 1960. OCLC 2325889
- Gandhi Faces the Storm. Ahmedabad: Navajivan Publishing House, 1961. OCLC 4990988
- Civilian Defense: An Introduction, ур. са Адамом Робертсом и Т.К. Махадеваном. Увод председника Сарвепалија Радакришнана. Bombay: Bharatiya Vidya Bhavan, и New Delhi: Gandhi Peace Foundation, 1967. OCLC 2904885

### 1970-е
- Exploring Nonviolent Alternatives, Увод Дејвид Ризман. Boston: Porter Sargent, 1970.
- Correcting Common Misconceptions about Nonviolent Action. Boston: Albert Einstein Institution, 1973.
- 198 Methods of Nonviolent Action. Boston: Albert Einstein Institution, 1973.
- Политика ненасилне акције. ISBN 978-0-87558-068-5., Увод Томаса К. Шелинга. Припремљено под покровитељством Харвардовог Центра за међународне послове. Boston: Porter Sargent, 1973. .

- I. Power and Struggle, јун 1973.  978-0-87558-070-8.
- II. The Methods of Nonviolent Action, јун 1973.  978-0-87558-071-5.
- III. Dynamics of Nonviolent Action. Boston: Porter Sargent, новембар 1985.  978-0-87558-072-2.

- Gandhi as a Political Strategist, with Essays on Ethics and Politics. ISBN 978-0-87558-092-0., Увод Корета Скот Кинг. Boston: Porter Sargent, 1979. . OCLC 5591944.

- Индијско издање. Увод др Федерика Мајора. Оригинални увод Корете Скот Кинг, New Delhi: Gandhi Media Centre, 1999. OCLC 52226697.

### 1980-е
- Social Power and Political Freedom. ISBN 978-0-87558-091-3.. Увод сенатора Марка О. Хатфилда. Boston: Porter Sargent, 1980. .
- "The Political Equivalent of War—Civilian-Based Defense" (Поглавље 9). У: Social Power and Political Freedom. стр. 195—257. ISBN 978-0-87558-091-3.. Увод сенатора Марка О. Хатфилда. Boston: Porter Sargent, 1980,. .
- Annotated Bibliography on Training For Non-Violent Action and Civilian-Based Defence, са Мајклом Рендлом. У: UNESCO Yearbook on Peace and Conflict Studies, 1981. Westport, Conn.: Greenwood Press, 1981, pp. 64-139.
- National Security Through Civilian-based Defense. Omaha: Association for Transarmament Studies. 1985. ISBN 978-0-9614256-0-9., 1985. .
- Making Europe Unconquerable: The Potential of Civilian-based Deterrence and Defense. London: Taylor & Francis. 1985. ISBN 978-0-85066-336-5.. ; Друго издање са предговором Џорџа Ф. Кенана. Cambridge, MA: Ballinger, 1986.
- Resistance, Politics, and the American Struggle for Independence, 1765-1775. ISBN 0931477751., ур. са Волтером Консером, мл., Роналдом М. Мекартијем и Дејвидом Џ. Тосканом. Boulder, CO: Lynne Rienner Publishers, 1986. .

### 1990-е
- "Transitions to Civilian-Based Defense." CBD News & Opinion, мај/јул 1990, pp. 6-9.
- Civilian-Based Defense: A Post-Military Weapons System. ISBN 978-0-691-07809-0., уз помоћ Бруса Џенкинса. Princeton, NJ: Princeton University Press, 1990. .
- Од диктатуре до демократије: концептуални оквир за ослобођење. Boston: Albert Einstein Institution. 2003. ISBN 978-1-880813-09-6.. . Есеј дужине књиге о општем проблему како уништити диктатуру и спречити успон нове. Првобитно објављено 1994.
- Nonviolent Action: A Research Guide, са Роналдом Мекартијем. New York: Garland Publishers, 1997.

### 2000-е
- There are Realistic Alternatives. 2003. ISBN 1-880813-12-2.. . Доступно као LibriVox аудио-књига.
- Waging Nonviolent Struggle: 20th Century Practice and 21st Century Potential. ISBN 978-0-87558-162-0., са Џошуом Полсоном. Extending Horizons Books, 2005. .
- Self-Liberation: A Guide to Strategic Planning for Action to End a Dictatorship or Other Oppression. ISBN 978-1-88-081323-2., уз помоћ Џамиле Ракиб. Boston: Albert Einstein Institution, новембар 2009. .

### 2010-е
- Sharp's Dictionary of Power and Struggle. Oxford University Press. 2012. ISBN 978-0-19-982988-0., 2011. .
- How Nonviolent Struggle Works. ISBN 978-1-880813-15-7., са Хаимеом Гонзалезом Берналом. Boston: Albert Einstein Institution, 2013. . Сажетак Шарпове књиге Политика ненасилне акције.[53]

### Дела
- Џин Шарп на сајту Internet Archive (језик: енглески)
- Џин Шарп на сајту LibriVox (језик: енглески)
- Дела Џина Шарпа на The Online Books Page

### Некролози и биографије
- „Dr. Gene Sharp,1928-2018”. Albert Einstein Institution. Архивирано из оригинала 5. 4. 2023. г. Приступљено 26. 4. 2021.
- Gene Sharp obituary: Political Scientist and Author who was the Leading Theorist of Non-violent Protest and Resistance, аутор Адам Робертс, Guardian веб-сајт, 12. фебруар 2018.
- „Gene Sharp: A Biographical Profile”. Архивирано из оригинала 17. 02. 2011. г. (17. фебруар 2011)

### Интервјуи
- Interview: Gene Sharp, Noreen Shanahan, The New Internationalist, 5. новембар 1997.
- Teaching People Power, интервју за часопис Reason (25. фебруар 2011)
- Gene Sharp 101, Metta Spencer, Peace Magazine, јул–септ 2003
- 198 Ways To Seize Power Without Anyone Getting Hurt, John-Paul Flintoff, Flintoff.org, 3. јануар 2013

### Филм
- Gene Sharp: Author of the nonviolent revolution rulebook, Ruaridh Arrow (редитељ филма "Gene Sharp – How to Start a Revolution"), BBC News, 21. фебруар 2011
- How to Start a Revolution званични сајт филма Документарац о раду Џина Шарпа

### Разни чланци
- „U.S. Advice Guided Milosevic Opposition”. Архивирано из оригинала 24. 05. 2012. г., Michael Dobbs, Washington Post, 11. децембар 2000.
- „Ukraine: The Resistance Will Not Stop”. Архивирано из оригинала 20. 09. 2008. г., Margreet Strijbosch, Radio Netherlands, 25. новембар 2004.
- The dictator slayer, Adam Reilly, The Boston Phoenix, 5. децембар 2007.
- American Revolutionary: Quiet Boston Scholar Inspires Rebels Around the World, Philip Shishkin, Wall Street Journal, 13. септембар 2008; страна A1.
- Revolution of the mind, Farah Stockman, Boston Globe, 20. децембар 2009.
- Shy U.S. Intellectual Created Playbook Used in a Revolution, Sheryl Gay Stolberg, The New York Times, 16. фебруар 2011.
- The Quiet American, Janine Di Giovanni, The New York Times, 3. септембар 2012.